# Regions Financial Corporation

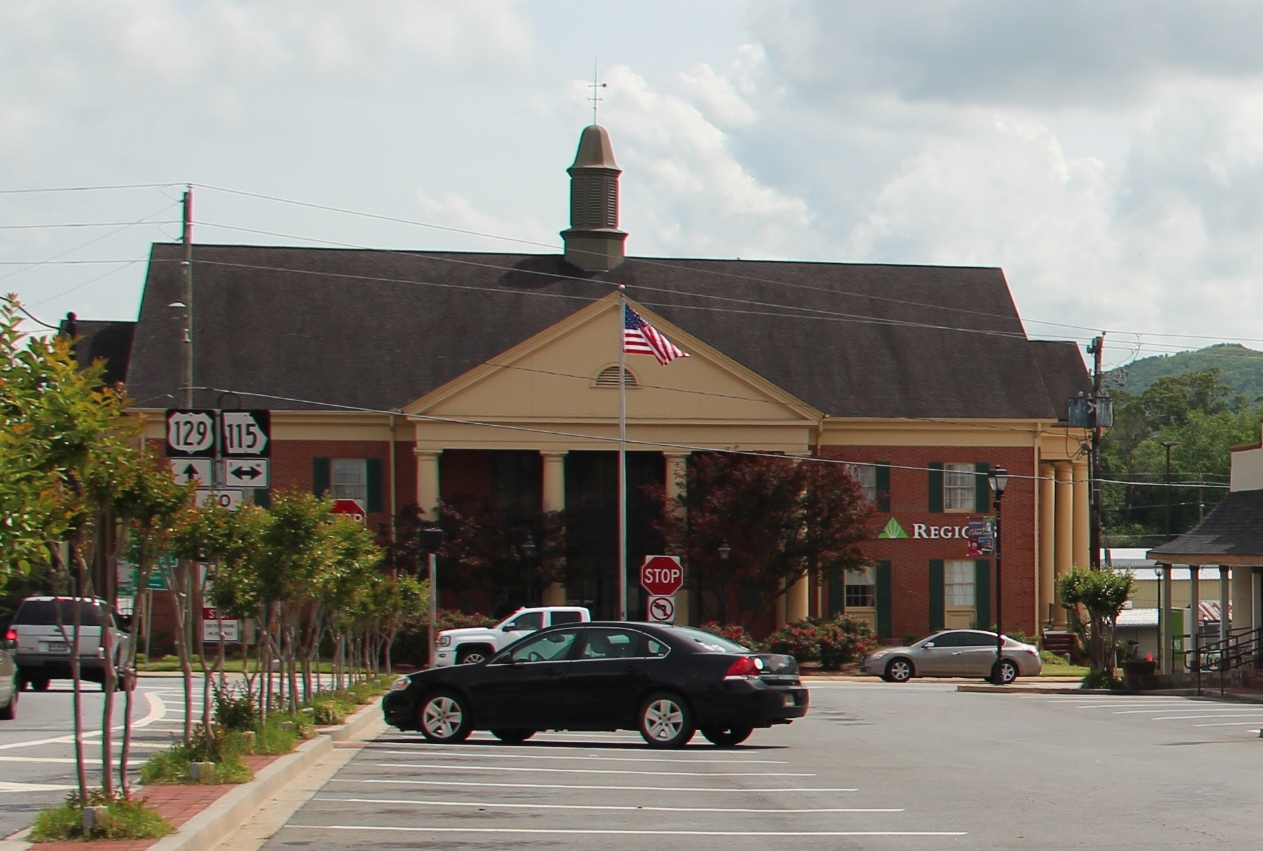
Uma agência do Banco Regional em Cleveland, Geórgia

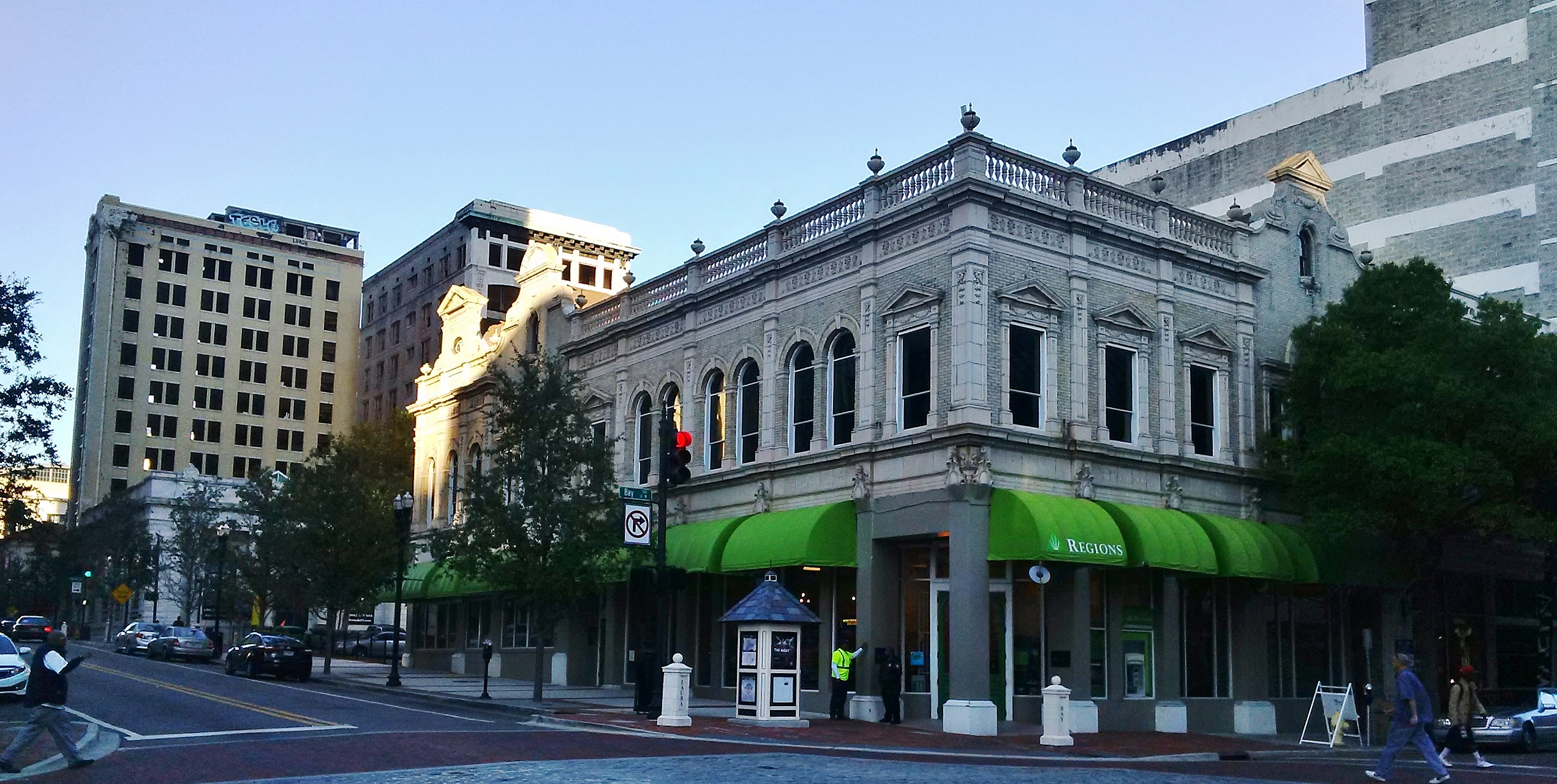
Um banco de regiões localizado na Laura Street, no distrito financeiro de Jacksonville, Flórida

Regions Financial Corporation é uma holding bancária sediada no Regions Center em Birmingham, Alabama. A empresa fornece serviços bancários de varejo e comerciais, de confiança, de corretagem de ações e de hipotecas. Sua subsidiária bancária, Regions Bank, opera 1.952 caixas automáticos e 1.454 agências em 15 estados do sul dos Estados Unidos e do Centro-Oeste dos Estados Unidos.
O Regions está classificado em 460º na Fortune 500 e é um componente sediado no Alabama. O Regions também está na lista dos maiores bancos dos Estados Unidos.
Regions é o maior detentor de depósito no Alabama e Tennessee. É também um dos maiores detentores de depósito em Arkansas, Louisiana, Mississippi e Flórida.
A empresa patrocina o Regions Field, um estádio da Minor League Baseball em Birmingham, Alabama, e o torneio de golfe The Tradition. Ele patrocinou o Regions Charity Classic, um torneio de golfe realizado em 2009 e 2010.
A empresa tem uma parceria com a Operation HOPE, Inc. para fornecer educação financeira gratuita a comunidades carentes. Em 2019, a empresa expandiu seu sistema Workday, Inc. em parceria com a EnterpriseAlumni para envolver e permitir que ex-funcionários estendam suas iniciativas de responsabilidade social corporativa.

## História

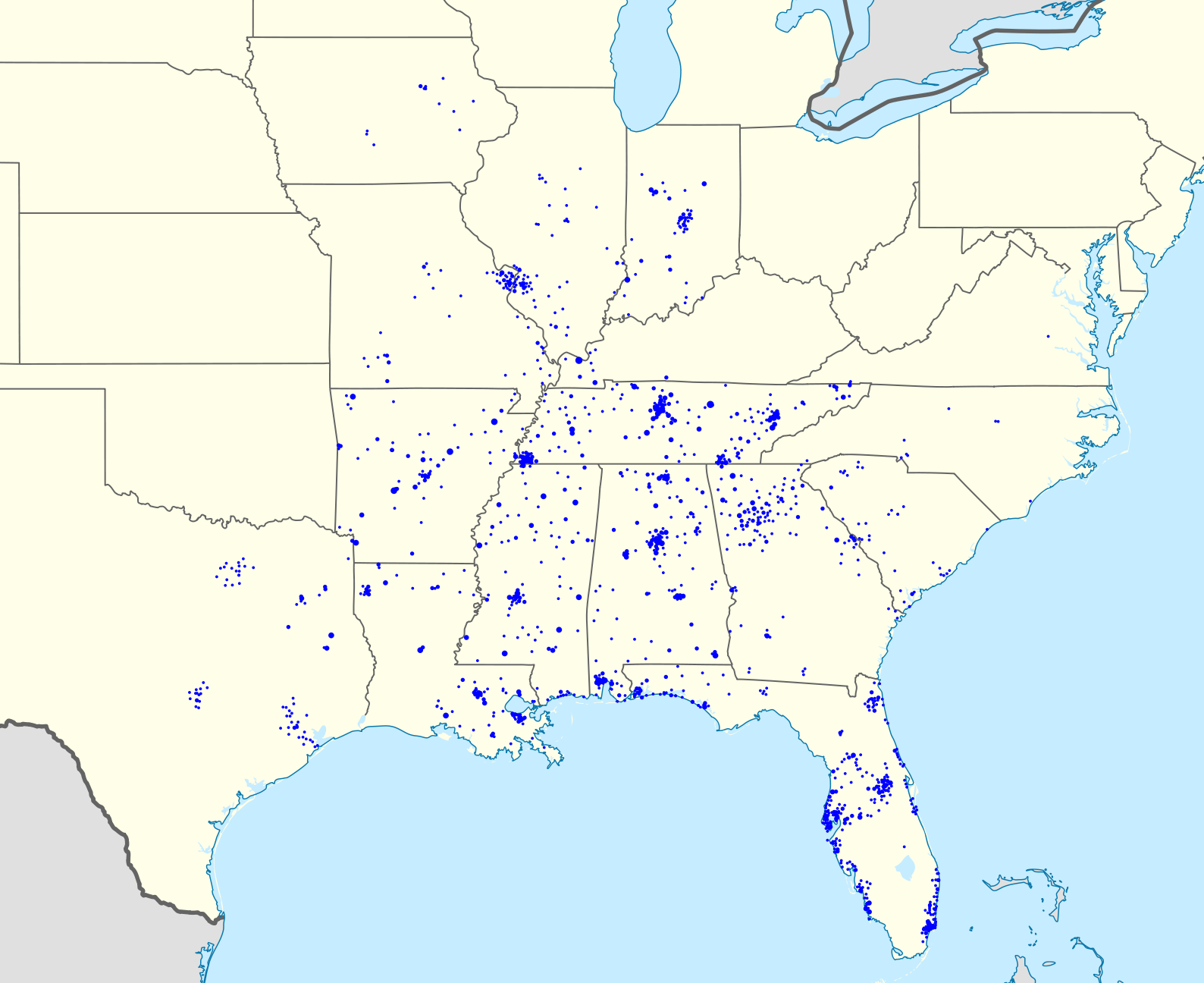

A Regions Financial Corporation, anteriormente conhecida como First Alabama Bancshares, foi fundada em 13 de julho de 1971 com a fusão de três bancos do Alabama: First National Bank of Montgomery, Alabama (aberto em 1871), Exchange Security Bank de Birmingham, Alabama (aberto em 1928), e Primeiro Banco Nacional de Huntsville, Alabama (aberto em 1856). A sede do First National Bank of Huntsville era um edifício histórico construído em 1835. Serviu como hospital para soldados da União durante a Guerra Civil Americana, e uma vez segurou um rifle de propriedade de Frank James como garantia para o dinheiro da fiança quando ele foi encarcerado do outro lado da rua na cadeia do condado de Madison.
Até sua fusão formal em março de 1985, sob os regulamentos bancários revisados, os bancos continuavam operando independentemente.
Em 1986, as mudanças na lei bancária bancária interestadual permitiram que as empresas bancárias comprassem agências bancárias fora do estado em que foram fretadas. Primeiro Alabama Bancshares expandiu suas operações primeiro na Flórida, continuando na Geórgia, Tennessee e Arkansas. Em 1994, para refletir seu crescimento em uma empresa regional, o First Alabama Bancshares mudou seu nome para Regions Financial Corporation e o nome de sua subsidiária bancária para o Regions Bank.
As regiões adicionaram agências bancárias no Alabama, Geórgia, Tennessee, Flórida, Carolina do Sul, Texas, Louisiana e Arkansas. O nome "Regiões" foi comprado da First Commercial Corporation, o Banco do Arkansas que as regiões compraram posteriormente em 1998.

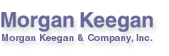

Em 2001, a Regions adquiriu a Rebsamen Insurance Company, que foi renomeada para Regions Insurance Group.
Em 2001, a Regions adquiriu a Morgan Keegan & Company por US$ 789 milhões. Em janeiro de 2012, a Regions vendeu o Morgan Keegan a Raymond James por US$ 930 milhões. O departamento de confiança foi mantido pelas Regiões e agora opera como Regions Trust.
Em 2002, a empresa anunciou que listará suas ações ordinárias na Bolsa de Valores de Nova York.
Em 2002, o Regions adquiriu o Independence Bank por aproximadamente US$ 24 milhões em dinheiro.
Em 24 de janeiro de 2004, as Regiões se fundiram com o Union Planters Bank, com sede em Memphis, Tennessee, em uma transação de US$ 5,9 bilhões. Jackson W. Moore, ex-CEO da Union Planters, tornou-se CEO da empresa resultante da fusão. Ele sofreu um derrame após o fechamento da fusão, mas ainda conseguiu assumir seu novo cargo após a recuperação. Após a fusão, a Regions adotou o antigo logotipo da Union Plantters de uma planta jovem de algodão e o usou até a conversão da AmSouth. A fusão aumentou significativamente a pegada das regiões no Tennessee; Os Union Plantters eram o maior banco do Tennessee.
Em 2006, a Regions adquiriu o AmSouth Bancorporation, outro banco de Birmingham, em uma transação de US $ 10 bilhões. Enquanto a Regions era a empresa sobrevivente, a entidade incorporada adotou a estrutura corporativa da AmSouth.
Em 2008, o Regions Bank recebeu um empréstimo de US$ 3,5 bilhões como parte do Troubled Asset Relief Program. Em 4 de abril de 2012, as regiões reembolsaram o empréstimo de US$ 3,5 bilhões.
Em 29 de agosto de 2008, como resultado da crise financeira de 2007–2008, o Integrity Bank de Alpharetta, na Geórgia, foi colocado em liquidação pela Federal Deposit Insurance Corporation e Regions Bank assumiu suas operações.
Em fevereiro de 2009, o FirstBank Financial Services de McDonough, na Geórgia, também foi depositado pelo FDIC e o Regions Bank assumiu suas operações.
Em julho de 2018, a empresa vendeu suas operações de seguros para a BB&T.

## Crítica

### Fraude do cliente
Em 2011, a Regions pagou US$ 200 milhões para liquidar com a Comissão de Valores Mobiliários dos EUA a precificação incorreta de títulos lastreados em hipotecas de risco em seus fundos mútuos conservadores em sua subsidiária Morgan Keegan.

### Taxas de cheque especial
Em abril de 2015, o Regions foi multado em US$ 7,5 milhões pelo Departamento de Proteção Financeira do Consumidor por cobrar dos consumidores taxas de cheque especial inadequadas ou ilegais. As regiões não obtiveram inscrições afirmativas ao cobrar taxas de cheque especial em transações em caixas eletrônicos e pontos de venda. O CFPB também constatou que as Regiões deturparam taxas de cheque especial e insuficiente relacionadas ao programa de empréstimos de curto prazo do banco.